# Pergamino
Pergamino er en by i den østlige del af Argentina med et indbyggertal på ca. 114.052 (2022) indbyggere. Den ligger i den nordlige del af provinsen Buenos Aires, ca. 220 km nordvest for Argentinas hovedstad Buenos Aires.